# Randers Regnskov
Koordinaten: 56° 27′ 25″ N, 10° 1′ 57″ O
Randers Regnskov ist ein dänischer Zoo in Randers, welcher am 13. Juni 1996 gegründet wurde. Der Zoo besteht aus drei Glaskuppeln unterschiedlicher Größe, in denen ein Großteil der Tiere sich frei bewegen kann, einem Aquarium, einer Afrika-Grotte, einem Schlangentempel und einer Schädelgrotte sowie einem Außenbereich.

## Ausstellung

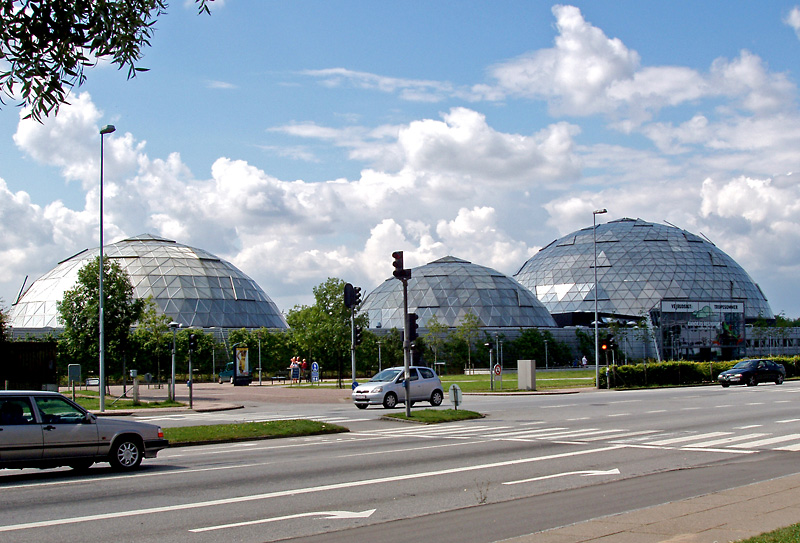
Die drei Kuppeln des Zoos

### Südamerika-Kuppel
Die Südamerika-Kuppel ist mit einer Höhe von 25 Metern und einer Grundfläche von 2000 Quadratmetern die größte der drei Kuppeln. In der Kuppel gibt es einen See mit Piranhas und anderen Fischen, Karibik-Manatis, ein gesondertes Krokodilgehege, den mit 15 Metern größten Wasserfall Dänemarks und den Nachbau eines Maya-Sonnentempels. Hauptsächlich begegnet man verschiedenen Affen (beispielsweise Springtamarinen) und Halsbandpekaris, aber auch einigen Aras, welche sich frei bewegen.

### Afrika-Kuppel
In der Afrika-Kuppel leben Mantelaffen, Rotbauchmakis, Ibisse und andere Tiere. Sie ist mit 12 Metern Höhe und einer Grundfläche von 500 Quadratmetern die kleinste der drei Kuppeln.

### Asien-Kuppel
Die Asien-Kuppel ist 14 Meter hoch und hat eine Grundfläche 700 Quadratmetern. In der Kuppel leben Flughunde, Gibbons und verschiedene Vögel.

### Afrika-Grotte
In der Afrika-Grotte leben unter anderem Fledermäuse, Erdferkel und Gambia-Riesenhamsterratten.

### Schlangentempel
Im Schlangentempel leben hauptsächlich Schlangen, die meisten sind unter 3 Meter groß und bewegen sich frei. Nur die Hellen Tigerpythons leben in einem gesonderten Abteil. Außerdem gibt es dort viele Schmetterlinge, Kröten, Geckos und in einem Teich einige Schützenfische.

### Schädelgrotte
Die Schädelgrotte wurde zum 13-jährigen Bestehen des Randers Regnskov eingeweiht. Hier sind in der Kulisse eines alten Grabes mit mehr als 100 leuchtenden Schädeln Fledermäuse, Anakondas, Hundskopfboas, Vogelspinnen und Kakerlaken zu sehen.

### Nachtzoo
Der Nachtzoo beherbergt in einem speziellen, abgedunkelten Bereich nachtaktive Tiere und solche, welche in Dunkelheit (z. B. unterirdisch) leben.

### DanmarksParken
Der DanmarksParken beherbergt in einem großen, wie ein Bauernhof gestalteten Außenbereich heimische Tiere, wie beispielsweise Schweine. Zudem befindet sich hier ein großer Spielbereich für Kinder.

## Geplante ErweiterungPlanet Randers
Um das Marktpotential einer möglichen Erweiterung Randers Regnskovs zu ermitteln, wurden dem Zoo 1 Mio. DKK zugeteilt. Falls die Studie positiv verläuft, werden weitere 15 Mio. DKK zugeteilt, welche in eine neue Kuppel mit einer Höhe von 20 Metern, den Grundmaßen 400 mal 200 Metern und einer Fläche von 63.000 Quadratmetern investiert werden.